# Jupiter et les Tonnerres
Jupiter et les Tonnerres est la vingtième fable du livre VIII de Jean de La Fontaine situé dans le second recueil des Fables de La Fontaine, édité pour la première fois en 1678.

## Texte de la fable
Jupiter voyant nos fautes,

Dit un jour du haut des airs :

Remplissons de nouveaux hôtes

Les cantons de l’Univers

Habités par cette race

Qui m’importune et me lasse.

Va-t’en, Mercure, aux Enfers :

Amène-moi la Furie

La plus cruelle des trois.

Race que j’ai trop chérie,

Tu périras cette fois.

Jupiter ne tarda guère

À modérer son transport.

Ô vous, Rois, qu’il voulut faire

Arbitres de notre sort,

Laissez entre la colère

Et l’orage qui la suit

L’intervalle d’une nuit.

Le Dieu dont l’aile est légère,

Et la langue a des douceurs,

Alla voir les noires Sœurs.

À Tisiphone et Mégère

Il préféra, ce dit-on,

L’impitoyable Alecton.

Ce choix la rendit si fière,

Qu’elle jura par Pluton

Que toute l’engeance humaine

Serait bientôt du domaine

Des Déités de la bas.

Jupiter n’approuva pas

Le serment de l’Euménide.

Il la renvoie, et pourtant

Il lance un foudre à l’instant

Sur certain peuple perfide.

Le tonnerre, ayant pour guide

Le père même de ceux

Qu’il menaçait de ses feux,

Se contenta de leur crainte ;

Il n’embrasa que l’enceinte

D’un désert inhabité.

Tout père frape à côté.

Qu’arriva-t-il ? notre engeance

Prit pied sur cette indulgence.

Tout l’Olympe s’en plaignit :

Et l’assembleur de nuages

Jura le Styx, et promit

De former d’autres orages ;

Ils seraient sûrs. On sourit :

On lui dit qu’il était père,

Et qu’il laissât pour le mieux

À quelqu’un des autres Dieux

D’autres tonnerres à faire.

Vulcan entreprit l’affaire.

Ce Dieu remplit ses fourneaux

De deux sortes de carreaux.

L’un jamais ne se fourvoie,

Et c’est celui que toujours

L’Olympe en corps nous envoie.

L’autre s’écarte en son cours ;

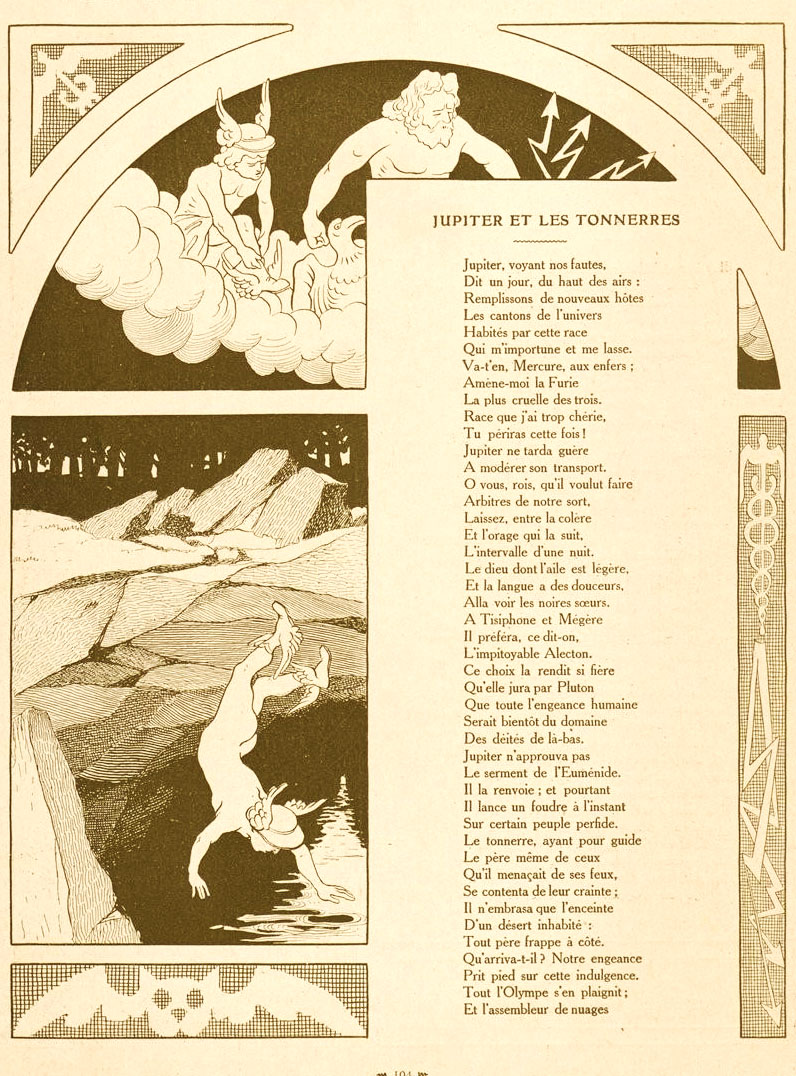
Dessins de Benjamin Rabier (1906)

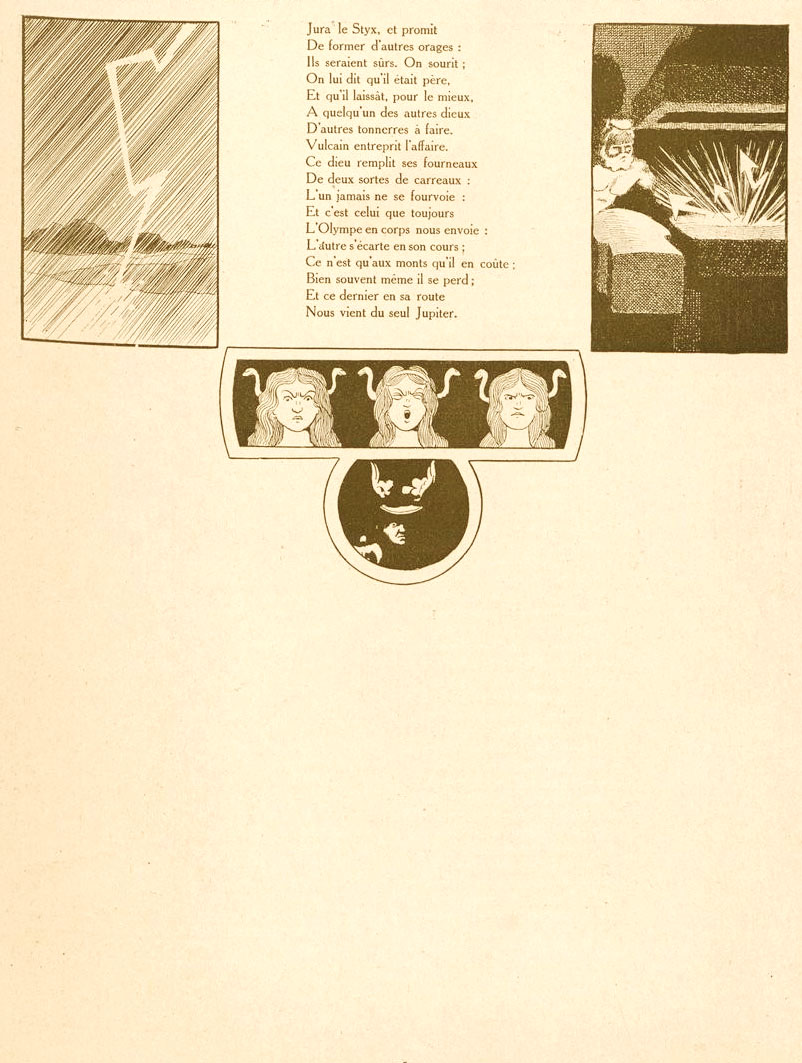
Dessins de Benjamin Rabier (1906)

Ce n’est qu’aux monts qu’il en coûte :

Bien souvent même il se perd,

Et ce dernier en sa route

Nous vient du seul Jupiter.
— Jean de La Fontaine, Fables de La Fontaine, Jupiter et les Tonnerres, texte établi par Jean-Pierre Collinet, Fables, contes et nouvelles, Gallimard, « Bibliothèque de la Pléiade », 1991, p. 328